# معهد الموارد العالمية
معهد الموارد العالمية (WRI) هو منظمة بحثية عالمية غير ربحية تأسست في عام 1982 بتمويل من مؤسسة ماك آرثر تحت قيادة جيمس جوستاف سبيث.
يملك معهد الموارد العالمية مكاتب في الولايات المتحدة والصين والهند والبرازيل وإندونيسيا. تتمثل مهمة المنظمة في تعزيز الاستدامة البيئية، والفرص الاقتصادية، وصحة الإنسان ورفاهيته. ويقدم خدمات بما في ذلك قضايا تغير المناخ العالمية، والأسواق المستدامة، وحماية النظام الإيكولوجي، وخدمات الحوكمة المسؤولة البيئية.